# Distretto di Gyeyang
Gyeyang (Hangŭl: 계양구; Hanja: 桂陽區) è un distretto di Incheon. Ha una superficie di 45,6 km² e una popolazione di 338.579 abitanti al 2006.